# (35595) 1998 HO116
1998 HO116 (asteroide 35595) é um asteroide da cintura principal. Possui uma excentricidade de 0.08270160 e uma inclinação de 13.44564º.
Este asteroide foi descoberto no dia 23 de abril de 1998 por LINEAR em Socorro.